# Remo Fischer

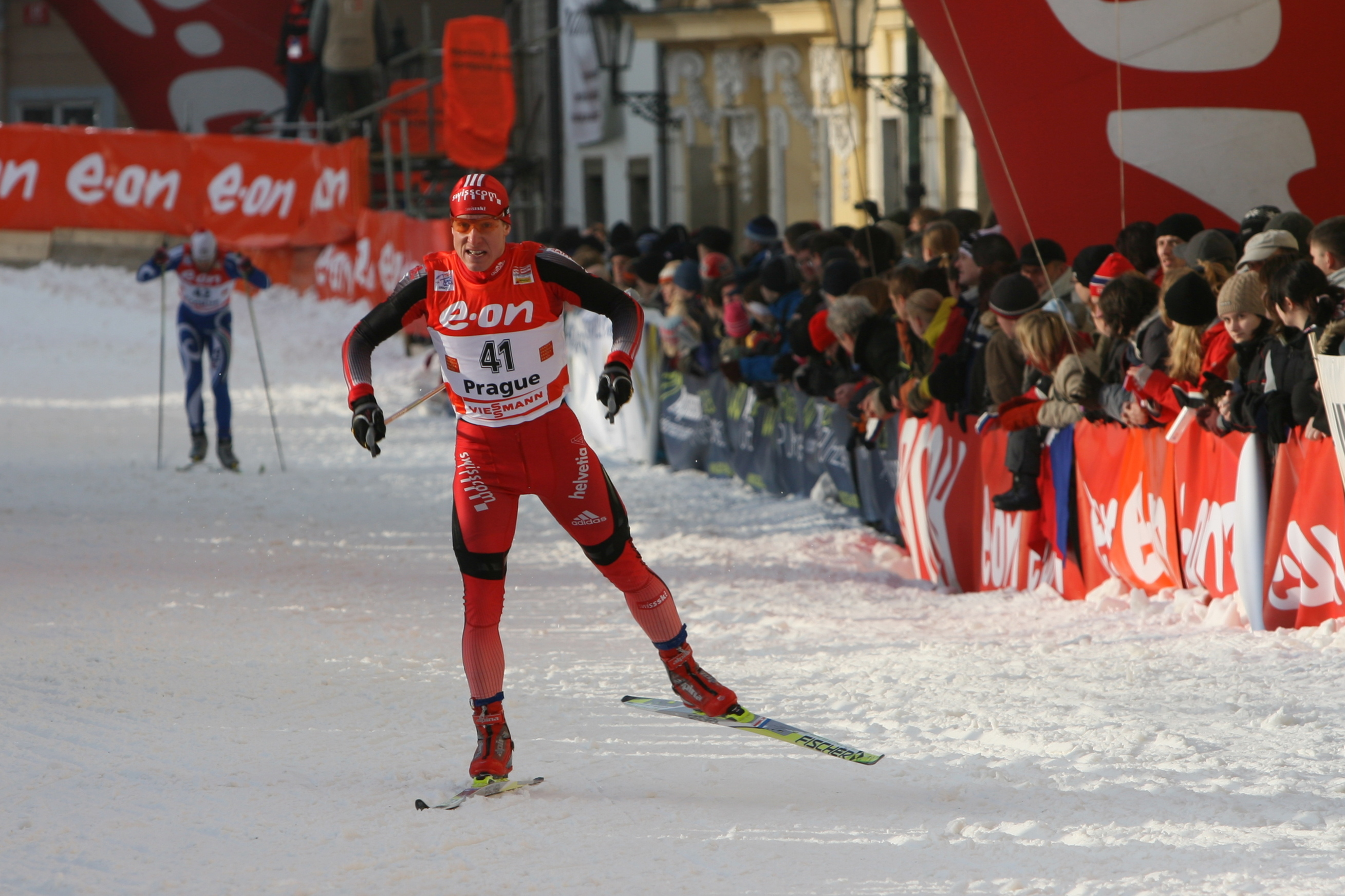
Remo Fischer 2007

Remo Fischer är en schweizisk längdskidåkare som har varit aktiv sedan 2000. Fischer föddes 13 augusti 1981 i Bäretswil, Schweiz. Han deltog vid olympiska vinterspelen 2006 i Turin, då han slutade 21:a på 5-milen och 36:a på dubbeljakten.
Vid olympiska spelen 2010 i Vancouver kom Fischer tia på stafetten.
Vid världsmästerskapen i nordisk skidsport, har Fischer placerat sig bäst på stafetten i Liberec 2009 då han och det schweiziska laget kom sjua. Hans bästa individuella resultat under VM är från Oberstdorf 2005 då han slutade 16:e på 15 km.
Hans bästa resultat i världscupen är en tredjeplats på 5-milen i Holmenkollen 2008. Fischer har vunnit tio lopp i sin karriär på distanser från 10 km till 50 km på mindre tävlingar sedan 2004.